# Abracadabrella elegans
Abracadabrella elegans (лат.) — вид пауков-скакунов рода Abracadabrella из подсемейства Marpissinae. Распространён в Австралии (штат Квинсленд).

## Описание
Мелкие пауки, длина около 4 мм. Глазное поле темно-коричневое, грудь светлее. Светлые волоски многочисленные вдоль срединной части и латерально. Брюшко с чёрными и светлыми задними пятнами, укрепляющими поперечный рисунок. Наличник коричневый с белыми волосками и 3 крупными щетинками. Хелицеры длинные, светло-коричневые. Максиллы оранжево-коричневые, лабиум и стернум грязно-коричневые. Брюшко светло-серо-коричневое. Спиннереты темно-коричневые. Ноги покрыты бело-коричневыми волосками, отдельные сегменты от жёлтого до коричневого. Встречаются на коре или листьях. Они, предположительно, имитируют мух. Чтобы усилить мимику, паук идёт назад, вытирая головогрудь передними ногами, что напоминает муху, чистящую крылья.

## Систематика
Вид был впервые описан в 1879 году немецким арахнологом Людвигом Карлом Кристианом Кохом (1825—1908) по самке под первоначальным названием Marptusa elegans. Это имя было изменено на Ocrisiona elegans французским зоологом Эженом Симоном в 1901 году. В 1991 году был описан самец и образован отдельный род Abracadabrella. Таксон сходен с видами Abracadabrella birdsville Żabka, 1991 (Квинсленд) и Abracadabrella lewiston Żabka, 1991 (Южная Австралия).

Abracadabrella
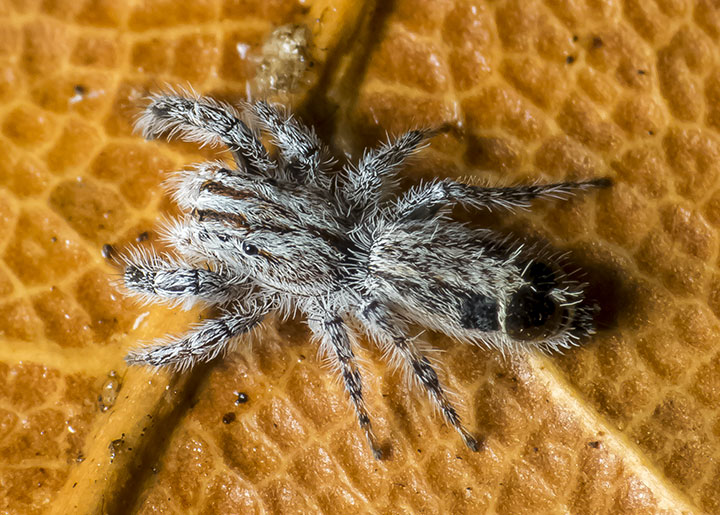
Abracadabrella elegans. Самец, длина тела 3,8 мм
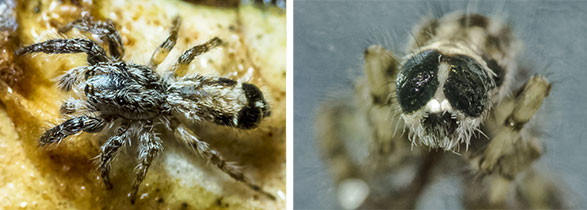
Самец, пятна на брюшке, имитация крупных глаз мухи
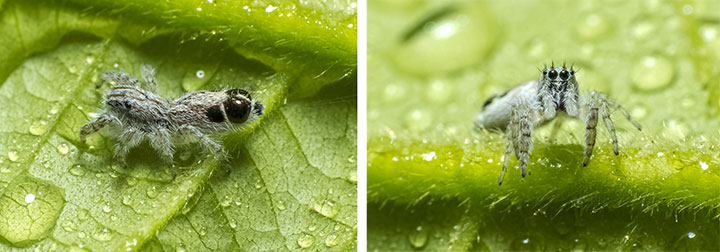
Abracadabrella elegans. Самка, длина тела 4 мм
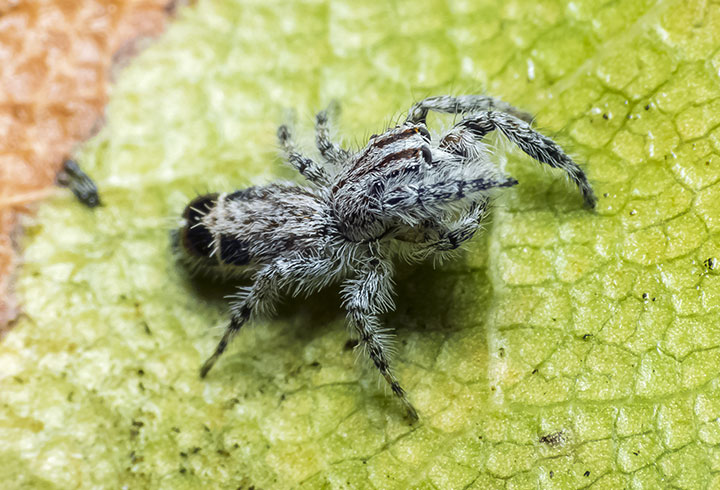
Abracadabrella elegans. Самец